# Småsjöarna (Surteby-Kattunga socken, Västergötland)
Småsjöarna är varandra näraliggande sjöar i Marks kommun i Västergötland som ingår i Viskans huvudavrinningsområde.
- Småsjöarna (Surteby-Kattunga socken, Västergötland, södra), sjö i Marks kommun, 57°25′18″N 12°28′11″Ö / 57.4216°N 12.4697°Ö
- Småsjöarna (Surteby-Kattunga socken, Västergötland, mellersta), sjö i Marks kommun, 57°25′26″N 12°28′17″Ö / 57.424°N 12.4715°Ö
- Småsjöarna (Surteby-Kattunga socken, Västergötland, norra), sjö i Marks kommun, 57°25′33″N 12°28′18″Ö / 57.4259°N 12.4717°Ö